# Ornithogalum juncifolium
Ornithogalum juncifolium är en sparrisväxtart som beskrevs av Nikolaus Joseph von Jacquin. Ornithogalum juncifolium ingår i släktet stjärnlökar, och familjen sparrisväxter. Inga underarter finns listade i Catalogue of Life.